# Węgierska Górka (village)
Pour les articles homonymes, voir Węgierska Górka.

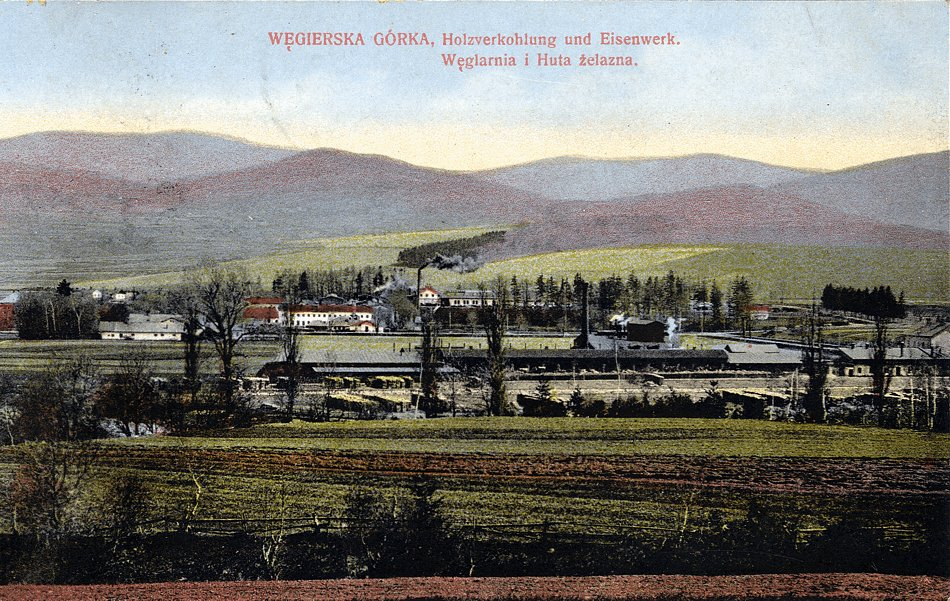
Węgierska Górka en 1914

Węgierska Górka est un village de la voïvodie de Silésie et du powiat de Żywiec. Il est le siège de la gmina de Węgierska Górka et comptait 4.250 habitants en 2011.